# 阿尔佛雷德·艾侯
阿尔佛雷德·艾侯（英語：Alfred Aho，1941年8月9日—），生於加拿大安大略省提明斯，是一位计算机科學家。擔任哥倫比亞大學的勞倫斯科斯曼计算机科學教授。他同時也是哥倫比亞大學计算机科學系的大學教育副主席。在1995年到1997年間，以及2003年初，擔任系主席。在搬到哥倫比亞之前，他也是貝爾實驗室计算机科學研究中心的會長。目前的研究是量子計算、程式語言、編譯器和演算法。

## 成就

### 著作
阿尔佛雷德·艾侯最有名的著作，是與 彼得·溫伯格和布萊恩·柯林漢合著的《AWK程式設計》，A就是其姓氏「Aho 」的縮寫。另外還有他與 Ravi Sethi以及杰弗瑞·乌尔曼合著的《編譯器：原理、技術、工具》。
他也寫了Unix底下egrep和fgrep工具的最初版本。同時也與杰弗瑞·乌尔曼和約翰·霍普克洛夫特著作大量计算机科學領域的參考書，包括演算法、資料結構以及计算机科學基礎。

### 獎項
除著作之外，艾侯也獲得不少機構肯定，有很多著名的優異成績，包括獲得IEEE的「約翰·冯·诺伊曼獎章」，同時也是美國科學與藝術學院和國家工程學院的會員。
他拥有滑鐵盧大學、赫爾辛基理工大學及多伦多大学的荣誉博士学位，同時也是美国计算机协会（ACM）、美國科學促進會（American Association for the Advancement of Science）、貝爾實驗室與IEEE的會員。
2003年，他贏得大學畢業生社群的最佳教師獎。2021年3月31日，ACM宣布艾侯与杰弗瑞·乌尔曼为2020年图灵奖得主。

## 推薦閱讀
- A. Aho, R. Sethi, J. Ullman, Compilers: Principles, Techniques, and Tools. Bell Laboratories, 1986. ISBN 0-201-10088-6
- A. Aho, P. Weinberger, B. Kernighan, The AWK Programming Language. Addison-Wesley, 1988. ISBN 0-201-07981-X